# 陳孟賢
陳孟賢（1991年2月17日—），臺灣歌手、主持人，出生於屏東縣琉球鄉，2014年於三立電視《超級紅人榜》參賽時爆紅，與哥哥陳昭瑋合稱「百萬兄弟」。

## 歷年代言
- 美吾髮艾淨化系列
- 愛腎大使[1]
- 醫之嚴選 水汪汪亮晶晶膠囊[2]
- Lab52齒妍堂[3]
- 益比喜「好齡光白金蛋白」[4]

## 參賽經歷
- 金牌麥克風
- 2013年台視Super Star 我要當歌手[5]
- 2014年三立電視台超級紅人榜

## 主持經歷
- 超級紅人榜
  - 台南海選
  - 明倫三聖宮海選
  - 台南海選
    - 南紡
    - 新營海選
    - 新光三越

  - 台中大魯閣海選
  - 台潮盛典台中歌王海選
  - 安和國際觀光夜市海選
  - 三立5G go 1+1合作賽
  - 2020年新春演唱會
- 2017年西螺媽祖起駕宴
- 三立台灣台寶島神很大第七代主持群
- 埔心牧場
  - 2019年藝人嗨歌"秋YA圓"
  - 2020年月圓群星來做會
  - 嘻哈青春歌友會
- 2022年南鯤鯓代天府慶讚建廟360週年金曲晚會
- 中視戀愛上線中 [6]
- 三立台灣台阿姐萬歲[7]
- 中視綜藝一級棒[8]

## 演出經歷
- 超級紅人榜[9][10][11][12][13]
  - 特輯
    - 台灣文化
    - 陳一郎
    - 歌曲改編賽

  - 海選
    - 台南
    - 明倫三聖宮
- 2017年大甲媽祖元宵晚會 / 起駕宴晚會 / 回鑾活動
- 2017年鳳芸宮海巡媽 起駕晚會
- 2017年羅東YES藝術晚會
- 2017年 八大森林樂園春節公演
- 2017年詹雅雯演唱會【我牽你.你牽伊】台北高雄巨蛋
- 2017年西螺媽祖駕晚會宴
- 2018年詹雅雯演唱會【我牽你.你牽伊】台北小巨蛋
- 2018年新港奉天宮金虎爺鬧元宵
- 新加坡韭菜芭城隍廟元宵演唱會
- 超級夜總會
- 我愛冰冰秀
- 2021年荒山亮演唱會嘉賓[14]
- 2022年3月20日第一屆小琉球穎川堂送子觀音來古厝聽好歌南風音樂祭
- 2023年3月4日第二屆小琉球穎川堂送子觀音來古厝聽好歌南風音樂祭
- 2023台中媽祖國際觀光文化節[15]
- 2023年大甲鎮瀾宮繞境進香起駕宴
- 2023年超級夜總會閃耀米都慈善之夜(海外)[16]

## 填詞作品
- 催到盡崩(與小米醬共同創作)
- 做戲子(與余凱揚共同創作)
- 敬媽祖(與陳國華共同創作) 曲: 陳國華 詞:陳國華 陳孟賢 首次發表於2023年大甲鎮瀾宮繞境進香起駕宴

## 外部連結
- 全球巨星 陳孟賢 Facebook （页面存档备份，存于）
- 全球巨星 陳孟賢 Instagram
- 全球巨星 陳孟賢 YouTube （页面存档备份，存于）